# Jocelyne Girard-Bujold
Pour les articles homonymes, voir Girard et Bujold.
Jocelyne Girard-Bujold, née le 1er janvier 1943 à Arvida, est une enseignante, une femme d'affaires et une femme politique québécoise.
Elle est députée bloquiste à la Chambre des communes de la circonscription fédérale de Jonquière de 1997 à 2004.

## Biographie
Jocelyne Girard-Bujold est née le 1er janvier 1943 à Arvida, au Saguenay. Elle est attachée politique pour le député bloquiste André Caron.
Candidate pour le Bloc québécois, elle est élue dans la circonscription électorale fédérale de Jonquière aux élections fédérales canadiennes de 1997 et de 2000.
Elle perd l'investiture bloquiste de la nouvelle circonscription de Jonquière—Alma aux mains de Sébastien Gagnon. Elle se présente comme candidate indépendante mais elle n'est pas élue.
Elle est présentement présidente du conseil d'administration de l'École nationale d'apprentissage par la marionnette.